# Huntington (Indiana)
Pour les articles homonymes, voir Huntington.
Huntington est une ville des États-Unis située dans l'État de l'Indiana. Elle est le siège du comté de Huntington et d'une université, l'université Huntington.

## Démographie
| Groupe                           | Huntington | Indiana | États-Unis |
| -------------------------------- | ---------- | ------- | ---------- |
| Blancs                           | 96,4       | 84,3    | 72,4       |
| Autres                           | 0,6        | 2,7     | 6,4        |
| Métis                            | 0,6        | 2,0     | 2,9        |
| Afro-Américains                  | 0,5        | 9,1     | 12,6       |
| Asiatiques                       | 0,5        | 1,6     | 4,8        |
| Amérindiens                      | 0,4        | 0,3     | 0,9        |
| Total                            | 100        | 100     | 100        |
|                                  |            |         |            |
| Hispaniques et Latino-Américains | 2,4        | 6,0     | 16,7       |

Selon l'American Community Survey, pour la période 2011-2015, 96,35 % de la population âgée de plus de cinq ans déclare parler l'anglais à la maison, 1,53 % l'espagnol, 0,76 % une langue chinoise et 1,35 % une autre langue.

## Personnalités liées à la ville
- J. Danforth Quayle III (Dan Quayle), vice-président des États-Unis, sénateur et représentant.
- Elizebeth Friedman, cryptanalyste de la Seconde Guerre mondiale

## Galerie photographique

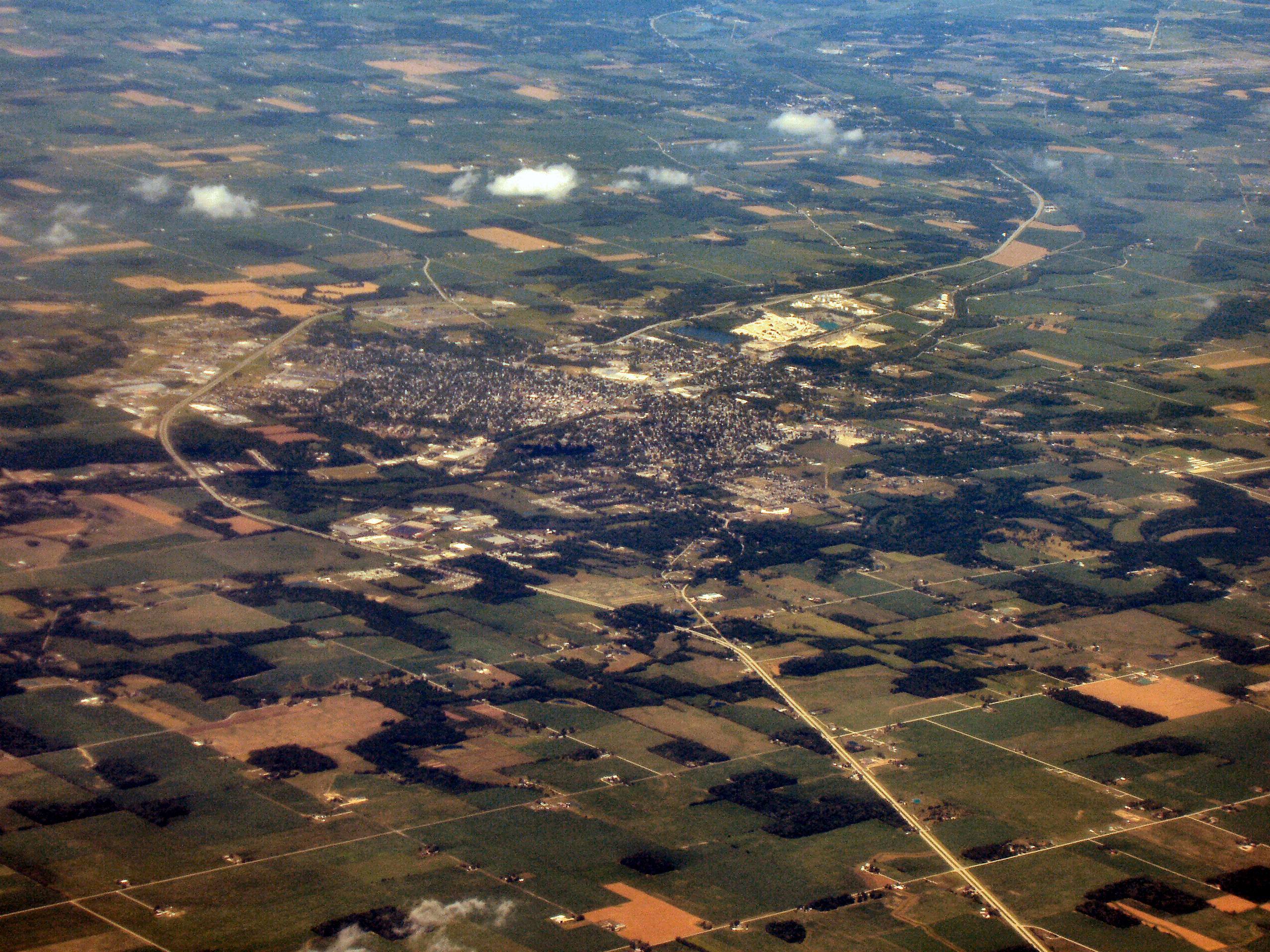
Vue aérienne d'Huntington
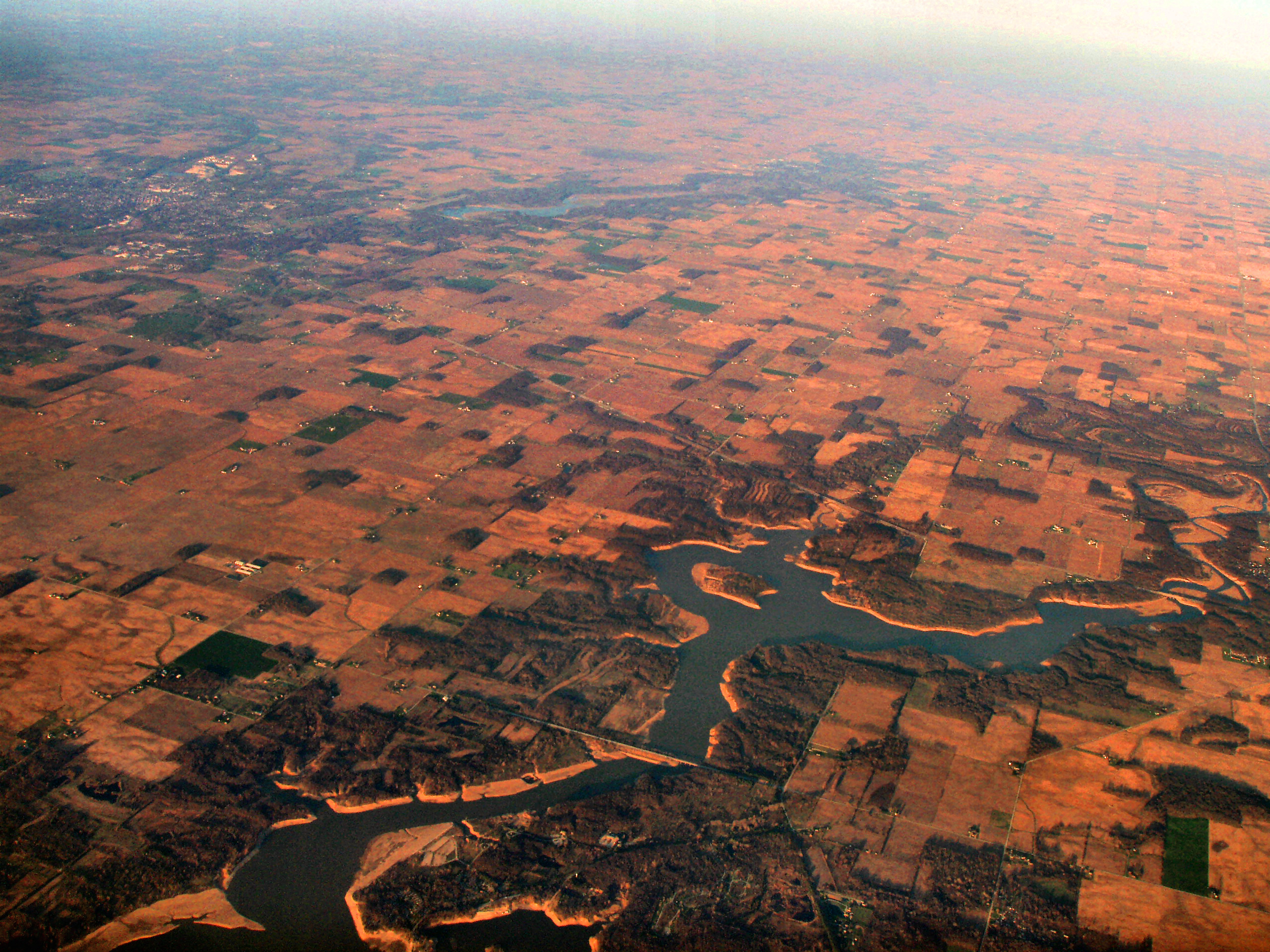
Le barrage de la Salamonie avec Huntington au fond à gauche
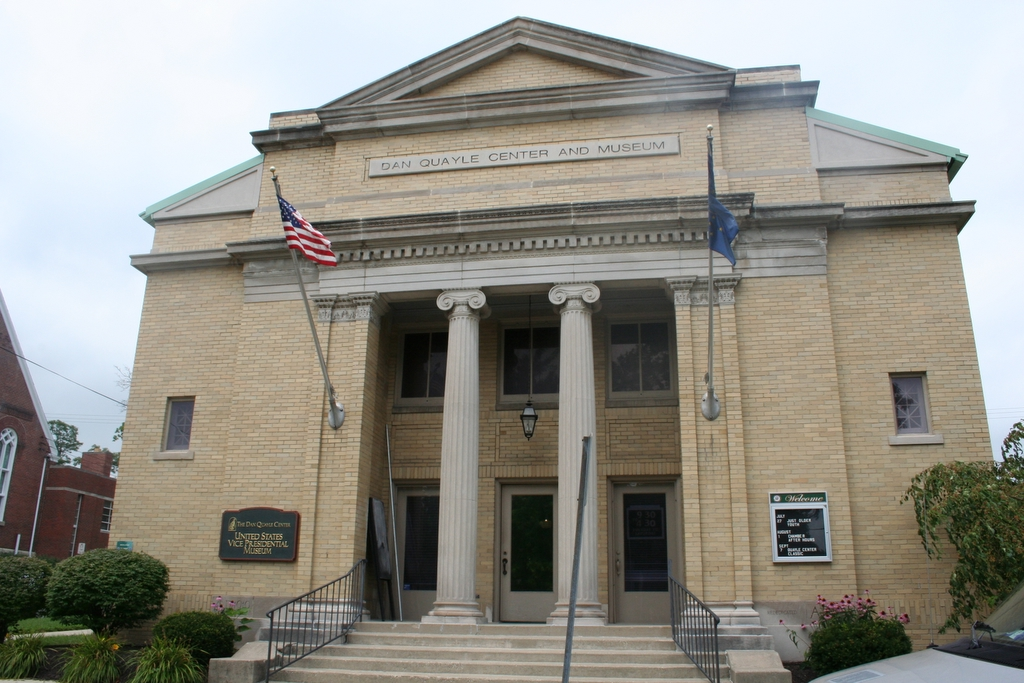
Le Centre & Musée Dan Quayle